# Take Yourself Home
Take Yourself Home è un singolo del cantante australiano Troye Sivan, pubblicato il 3 aprile 2020 come primo estratto dal quinto EP In a Dream.

## Tracce
Testi e musiche di Brett McLaughlin, Oscar Görres, Tayla Parx e Troye Mellett.
1. Take Yourself Home – 4:09

## Formazione
Musicisti
- Troye Sivan – voce, cori
- Oscar Görres – cori, basso, batteria, chitarra, tastiera, percussioni, programmazione
- Brett McLaughlin – cori
- Tayla Parx – cori

Produzione
- Oscar Görres – produzione
- John Hanes – ingegneria del suono
- Chris Gehringer – mastering
- Șerban Ghenea – missaggio

## Classifiche
| Classifica (2020) | Posizione massima |
| ----------------- | ----------------- |
| Lituania          | 79                |